# Benny Engelbrecht
Benny Engelbrecht, född 4 augusti 1970 på Amager i Danmark, är en dansk politiker. Han har suttit i Folketinget för Socialdemokratiet sedan folketingsvalet 2007. Han var skatteminister i regeringen Helle Thorning-Schmidt II 2014–2015 och transportminister i Regeringen Mette Frederiksen I mellan juni 2019 och februari 2022.

## Bakgrund
Engelbrecht är son till typograf Alf Sørensen och Ulla Sørensen. Han gick i folkeskola på Kildevældsskolen på Østerbro 1977–1986. Som 20-årig flyttade han till Sønderborg, där han bott sedan dess. Han har haft en rad jobb inom kommunikation och marketing, bland annat som avdelningsledare vid AOF SYD och marketingchef på Danimex Communication A/S. Han har dessutom varit studievärd på Radio Sønderborg, haft sin egen musikbutik och varit sångare i bandet "Benny and the Black Ties".

## Politisk karriär
Engelbrecht blev 2006 folketingskandidat för Socialdemokratiet i Sønderborgkretsen och har suttit i Folketinget för Sydjyllands storkrets sedan Folketingsvalet 2007. Han har lett partiet i flera utskott, bland annat finansutskottet 2015–2019 och var ordförande för Sydslesvigutskottet och Transportutskottet 2011–2014. Som socialdemokratisk folketingsmedlem var han medlem av kaffeklubben "Morgenmadsklubben", som betecknas som partiets högerflygel.
Engelbrecht blev skatteminister vid en regeringsombildning i regeringen Helle Thorning-Schmidt II i september 2014, då föregångaren Morten Østergaard blev partiledare för Radikale Venstre och samtidigt bytte till posten som ekonomi- och inrikesminister. Engelbrecht var skatteminister i knappt 10 månader till 28. juni 2015, då regeringen avgick. Han blev transportminister i Regeringen Mette Frederiksen, da denne tiltrådte 27. juni 2019. Efter undersökningar av Ingeniøren, avgick han som transportminister 3 februari 2022 då ett flertal i Folketinget röstade för en misstroendeförklaring (orsakat av att regeringens stödparti Enhedslisten inte längre stod bakom Engelbrecht som minister). Detta efter att han hade underlåtit att vidareförmedla uppgifter om negativa klimatkonsekvenser på 5 miljoner ton CO2-utsläpp under förhandlingar om av ett transportavtal som ingåtts mellan Folketingets partier på 160 miljarder DKK. Han efterträddes av Trine Bramsen.
Tillsammans med flera andra ledande S-politiker utsågs han i december 2024 till kommandör av Dannebrogorden. En porträttartikel på Engelbrechts 50-års-födelsedag 2020 beskrevs han som en lojal och driftssäker partisoldat, som inte stack ut för mycket åt varken det ena eller andra hållet.

### Böcker
Engelbrecht har skrivit flera böcker. Han gav tillsammans med Christel Schaldemose ut en debattbok om livsmedel 2011 kallad 'Foodfight.eu'. Han skrev 2013 boken 'Rød Bonde' om bonden och socialdemokraten Erik Lauritzen. Han gav 2017 ut boken 'De politiske håndværkere - om magt, indflydelse og resultater på Christiansborg' tillsammans med sin bror Flemming Sørensen.

## Privatliv
Benny Engelbrecht gifte sig med Charlotte Riis Engelbrecht 1990. I februari 2020 meddelade Engelbrecht att de skulle skiljas.